# واکنش‌ها به دنیاگیری کووید-۱۹ در ایران

## داخلی

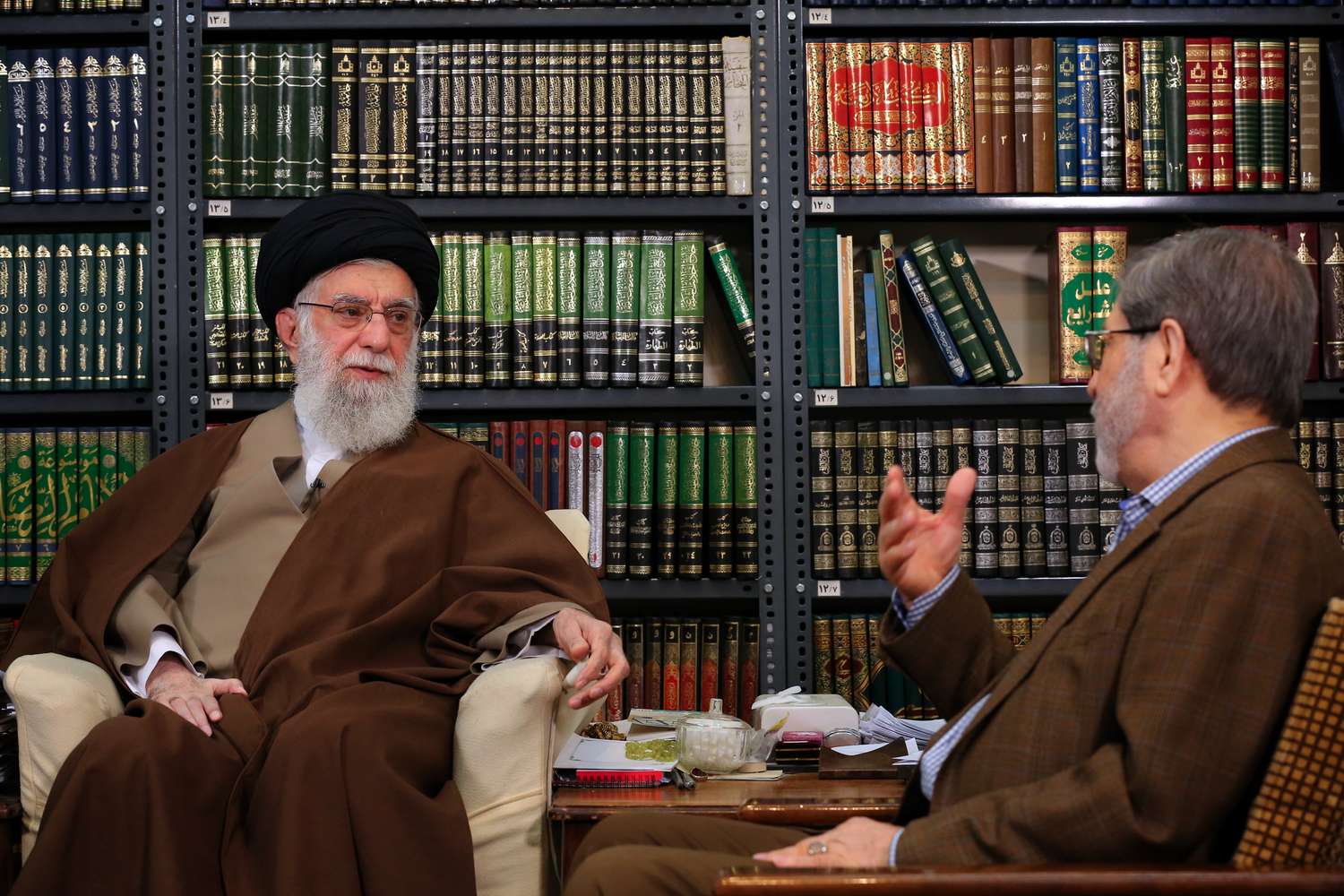
سید علی خامنه‌ای همراه با علیرضا مرندی وزیر اسبق بهداشت و رئیس فرهنگستان علوم پزشکی هنگام ضبط پیام تشکر از زحمات پزشکان و پرستاران.

- سید علی خامنه‌ای، رهبر جمهوری اسلامی در سخنرانی «درس خارج فقه» خود در ۴ اسفند ۹۸ هنگامی که به شیوع ویروس کرونا اشاره کرد، گفت این بیماری «بهانه خوبی» بود و بعد اظهار داشت که دشمن یا مخالفان انتخابات قصد داشتند با بهره‌برداری از این فرصت، مشارکت در انتخابات را کاهش دهند.[۲][۳] او در ادامه گفت مردم به‌ویژه مردم قم بدون توجه به این موارد، در انتخابات حضور پیدا کردند و این شهر «یکی از شلوغ‌ترین حوزه‌های رأی‌گیری بود».[۳] البته برآوردها حاکی از مشارکت ۴۳ درصدی مردم قم بود[۴] که نسبت به ده دوره پیشین انتخابات مجلس، در پایین‌ترین سطح قرار داشت.[۵] به ادعای رادیو فردا، در این سخنرانی فاصله محل نشستن خامنه‌ای با طلبه‌هایی که در کلاس درس او شرکت می‌کنند، در مقایسه با سایر جلسات او دو برابر حد معمول بود.[۲] در واکنش به این خبر باشگاه خبرنگاران جوان با مقایسه تصاویر دوره‌های مختلف درس خارج فقه خامنه‌ای این ادعا را نادرست دانسته و نوشت که «بررسی تصاویر دوره‌های مختلف این جلسه نشان می‌دهد که سبک چینش این رویداد همواره به همین شکل است.[۶]» وی در ۲۲ اسفند ۱۳۹۸ با اشاره به احتمال «حمله بیولوژیکی آمریکا» دستور داد نیروهای مسلح ایران قرارگاه کرونا ایجاد کنند.[۷] خامنه‌ای بار دیگر این ادعا را در پیام زنده تلویزیونی خود در تاریخ ۳ فروردین ۱۳۹۹ تکرار کرد و گفت: «گفته می‌شود که یک بخش برای ایران بالخصوص تولید شده‌است».[۸] او همچنین با رد پیشنهاد کمک ایالات متحده گفت که «صحبتهای آمریکایی‌ها جزو حرف‌های بسیار عجیب است زیرا اولاً خودشان دچار کمبود شدید دارو و تجهیزات پیشگیری از بیماری هستند و برخی مسئولانشان صراحتاً از این کمبودهای وحشت‌آور سخن به میان آورده‌اند، بنابراین آنها اگر امکاناتی دارند به مردم خودشان برسند».[۸][۹] وزارت خارجه ایران نیز در تأیید سخنان خامنه ای، پیوند وبگاه گمنام گلوبال ریسرچ را منتشر کرد و نوشت چنانچه اتهام وارده از سوی جهانیان به دولت آمریکا در خصوص ویروس کرونا تئوری‌های توطئه ساخته ایران است، جای دوری نروید فقط به بخشی از سوالات مندرج در گلوبال ریسرچ پاسخ دهید.[۱۰]

روز یکشنبه ۲۴ فروردین مسیح مهاجری، مدیر مسئول روزنامه «جمهوری اسلامی» در سرمقاله‌اش نوشت که اموال نهادهای ستاد اجرایی فرمان امام، بنیاد مستضعفان و آستان قدس رضوی متعلق به مردم است ولی تاکنون کمک چندانی به مردم در دوران شیوع ویروس کرونا نکرده‌اند، چرا که مسئولین این نهادها یا از وضعیت مردم اطلاع درستی ندارند، یا نمی‌خواهند پول‌هایشان را خرج مردم کنند.
- حسن روحانی، رئیس‌جمهور ایران با بیان اینکه حتی یک روز در اعلام بیماری کرونا تأخیر نکردیم، گفت: ما در موضوع بیماری کرونا با مردم صریح صحبت کردیم. مردم به صحبت عده‌ای در فضای مجازی توجه نکنند. ما ۳۰ بهمن فهمیدیم کرونا آمده‌است و وقتی تست‌های قم در تهران آزمایش و مشخص شد نتیجه کرونا مثبت است، یک روز در اعلام آن تأخیر نکردیم. می‌توانستیم بعد از انتخابات اعلام کنیم ولی ما با مردم صادقانه صحبت کردیم.[۱۴] وی همچنین پس از نشست با نمایندگان اقتصادی گفت چیزی به نام قرنطینه نه امروز و نه در ایام عید نداریم و خدمات طبق روال به مردم ارائه می‌شود.[۱۵][۱۶] با این حال او در تاریخ ۲۸ اسفند دستور داد مراکز تراکم جمعیتی تعطیل شوند.[۱۷][۱۸]
- ابراهیم رئیسی، رئیس قوه قضاییه ایران با بیان اینکه جلسه ستاد مقابله با کرونا باید هر روز در عالی‌ترین سطح برگزار شود به حسن روحانی بابت برگزاری هفتگی این جلسه انتقاد کرد.[۱۹] وی همچنین از دولت خواستار سیاست‌های شفاف برای پیشگیری از آثار منفی کرونا بر اقتصاد و مردم شد.[۲۰] او همچنین ضمن تقدیر از حضور بخشی از مردم در انتخابات با وجود انتشار خبر ورود کرونا به کشور گفت: دشمن مدت‌ها تلاش کرد با ایجاد یاس و تردید در جامعه، مردم را نسبت به انتخابات و سازوکار آن دلسرد کند و حتی در شب انتخابات محدودیت‌های مالی و پولی و بانکی را اعمال و تلاش کرد از شیوع یک ویروس برای کاهش حضور مردم سوء استفاده کند اما مردم ما با عزم و اراده جدی وارد صحنه شدند و حضور بامعنا و باصلابت آنها حقیقتاً قابل تقدیر است.[۲۱]
- محمد حسین باقری رئیس ستاد کل نیروهای مسلح بعد از پایان نخستین جلسه قرارگاه بهداشتی و درمانی امام رضا نیروهای مسلح در مصاحبه با خبرنگاران گفت: سامانه نرم‌افزاری قدرتمندی در وزارت بهداشت طراحی شده‌است که با همکاری با سازمان بسیج اجرایی می‌شود و ظرف یک هفته تا ده روز آینده تمام مردم ایران از طریق فضای مجازی، تماس تلفنی و در صورت ضرورت با مراجعه مورد رصد قرار خواهند گرفت.[۲۲] وی همچنین گفت که نیروهای مسلح به همراه وزارت کشور و استانداران روال خلوت کردن فروشگاه‌ها، خیابان‌ها و جاده‌ها را با تصمیم ملی که اتخاذ می‌شود، انجام خواهد داد که این کار هم ظرف ۲۴ آینده انجام خواهد شد.[۲۳]
- سعید نمکی وزیر بهداشت ایران در تاریخ ۸ بهمن ۱۳۹۸ ورود کرونا به ایران را تکذیب کرد و گفت دو توریست مشکوک به کرونا در یزد اکنون در قرنطینه به سر می‌برند.[۲۴][۲۵] وی همچنین پس از اعلام اولین موارد ابتلا گفت: با وجود گستردگی این سیلاب‌ها، هیچ موردی اپیدمی نداشتیم و این امر تحسین سازمان بهداشت جهانی را برانگیخت.[۲۶] نمکی همچین دربارهٔ منشأ ویروس گفت که طبق بررسی‌ها از ناقلین چینی بوده‌است و یکی از فوتی‌ها در قم بازرگانی بود که از طریق پروازهای غیرمستقیم سفرهایی به چین داشته‌است.[۲۷] وی همچنین آمار اعلامی توسط دولت را صادقانه خواند و گفت که از همان روزهای ابتدایی خواستار قطع پروازهای مستقیم از چین شده‌است.[۲۸] نمکی در تاریخ ۱۱ اسفند ایجاد یک طرح جدید به نام بسیج ملی شکست کرونا را اعلام کرد که در آن سیصد هزار اکیپ به صورت تک تک به خانه‌های مردم رفته و موارد پراکنده را شناسایی می‌کنند تا افراد به مراکز درمانی مراجعه کنند.[۲۹] این طرح پس از انتقادات و نگرانیهای گسترده در رابطه با احتمال انتقال ویروس از مراجعه کنندگان به شهروندان یا بلعکس ساعاتی بعد لغو شد و جای خود را به مراجعه غیرحضوری داد.[۳۰]
- پنج وزیر بهداشت پیشین جمهوری اسلامی (علیرضا مرندی، مسعود پزشکیان، کامران باقری لنکرانی، مرضیه وحید دستجردی و محمدحسن طریقت منفرد) در نامه‌ای به حسن روحانی با اشاره به شمار بالای موارد بیماری و تلفات ناشی از آن نوشتند: «در صورت عدم کنترل بیماری و چارهجویی مؤثر، افزایش تلفات و خسارات قطعی است.» این افراد مطمئن‌ترین راه کنترل و پیشگیری بیماری را «قطع زنجیره تماس افراد سالم با افراد بیمار و ناقل است که لازمهی آن محدود کردن ترددها و مسافرتها و تعطیلی صنوف زنجیره غیرضروری و مراکز خرید بزرگ و پرازدحام و کنترل مبادی ورودی و خروجی شهرها است» دانستند و هشدار دادند «در صورت استمرار شرایط فعلی زندگی مردم و تداوم رفت‌وآمدهای غیر ضروری» اوضاع وخیم‌تر خواهد شد.[۳۱]
- حسن قاضی زاده هاشمی، وزیر پیشین بهداشت با انتشار متنی در اینستاگرام خود گفت که از اواخر آذرماه نگرانی خود دربارهٔ شیوع کرونا در ایران و همچنین نظرات و پیشنهاداش را به اطلاع مسئولان ازجمله رئیس‌جمهور و مدیران وزارت بهداشت رسانده‌است اما اکثر تلاشهایش کم ثمر بوده‌است.[۳۲][۳۳]
- پروانه سلحشوری، نماینده تهران در مجلس شورای اسلامی از عدم اقدام به‌موقع مقامات کشور برای مقابله با ویروس جدید کرونا در استان قم انتقاد کرد و با تأکید بر اینکه تاوان قرنطینه نکردن قم را می‌دهیم، گفت: مسئولان کشور می‌توانستند از همان ابتدا به جای کتمان حقیقت فوراً شهر قم را قرنطینه کنند تا این ویروس به شهرهای دیگر سرایت پیدا نکند.[۳۴]
- محمد باقر قالیباف، شهردار پیشین تهران و نماینده منتخب این شهر در مجلس یازدهم از تأخیر دولت در اعمال محدودیت‌ها برای کنترل روند صعودی ویروس کرونا انتقاد کرد. او در توئیتر خود نوشت: دولت به نظرات کارشناسان توجه نمی‌کند و با تشدید بحران دست کمک به سوی دیگران دراز می‌کند.[۳۵][۳۶]
- محمدرضا کلائی، شهردار مشهد در تاریخ ۲۳ اسفند ۱۳۹۸ با بیان اینکه حاکمیت باید تصمیم کلان بگیرد، از حاد بودن وضعیت این شهر خبر داد و گفت اتفاقات بدی که پیش‌بینی کرده بودیم در حال وقوع است.[۳۷][۳۸]
- سید احمد علم‌الهدی، امام جمعه مشهد، ۹ اسفند ۱۳۹۸ از تعطیلی نماز جمعه مرکز استان خراسان رضوی به دلیل شیوع ویروس کرونا انتقاد کرد. وی تأکید کرد: «درحالی‌که شهر و کشور در قرنطینه نیست و اجتماعات در مشهد در فضای باز و صحن‌های حرم مطهر به‌وسیله مسؤولان پزشکی تجویز شده‌است، تعطیلی این فریضه الهی توجیهی ندارد.»[۳۹]
- مولوی عبدالحمید، امام جمعه اهل سنت زاهدان در ۲۵ اسفند رفت‌وآمد طلاب چینی به جامعه المصطفی در قم را عامل شیوع ویروس کرونا در ایران دانست.[۴۰] وی همچنین در رد اعتقادات مذهبی برخی شیعیان گفت: کسانی که ما معتقدیم شفا می‌دهند، کورها را بینا می‌کنند و افراد بدون فرزند را صاحب اولاد می‌کنند، امروز در این کرونا ما را یادی نکردند و کاری هم نمی‌توانند بکنند. زیرا کرونا را خداوند فرستاده و جز خداوند کسی نمی‌تواند آن را رفع بکند. به خود خدا متوسل شوید. ویروس کرونا ثابت کرد که تنها خدا شفا دهنده است.»
- سپنتا نیکنام عضو شورای شهر یزد و رئیس انجمن زرتشتیان این شهر وضعیت ابتلای زرتشتیان را بحرانی دانست و گفت شاید اگر زودتر از شیوع مطلع می‌شدیم مراسم ویژه زرتشتیان در ماه بهمن را لغو می‌کردیم تا با جمعیتی کمتر از ۲درصد شهر شاهد ۳۰ درصد آمار فوت کرونا شهر نباشیم.[۴۱][۴۲]
- روز چهارشنبه ۷ اسفند ۱۳۹۸ شورای صنفی ۶۷ دانشگاه ایران در بیانیه‌ای از تمامی دانشجویان خواست، تا در صورت آن که مقامات حکومت و دولت دانشگاه‌ها را تعطیل نکردند، از رفتن به کلاس‌ها خودداری کنند.[۴۳]
- امیرحسین رستمی بازیگر سینما و تلویزیون، پس از آن که در برنامه زنده تلویزیونی فرمول یک صداوسیما از عملکرد مسئولان جمهوری اسلامی و پنهان‌کاری آن‌ها در رابطه با شیوع ویروس کرونا در کشور انتقاد کرد، این برنامه متوقف و این بازیگر از برنامه بیرون گذاشته شد.[۴۴][۴۵]
- عباس عبدی، روزنامه‌نگار اصلاح‌طلب و فعال سیاسی-امنیتی با اعلام اینکه ویروس کرونا کارایی حکمرانی در ایران را به چالشی اساسی کشیده‌است، گفت: پس از رخداد کرونا در چین باید مسئله را جدی می‌گرفتیم و تصمیمات مقتضی برای پیشگیری و تست مبتلایان احتمالی و شناسایی و نیز تحت نظر گرفتن و درمان فراهم می‌کردیم. هیچ‌کدام را در عمل، یا در حد شایسته انجام ندادیم.[۴۶] وی همچنین در مطلب دیگری در کانال تلگرام خود، یکی از دلایل انفعال دولت حسن روحانی در اتخاذ تصمیمات سخت برای کنترل بیماری را فشار بین‌المللی به آمریکا برای لغو تحریم‌ها دانست.[۴۷]
- در ۱۰ فروردین ۱۳۹۹، صد استاد و فعالان مدنی و حقوق بشر در ایران با انتشار بیانیه‌ای شخص سید علی خامنه‌ای را «مسئول اول تبدیل اپیدمی کووید ۱۹ به یک فاجعه ملی» خواندند که بجای گوش کردن به رهنمودها و سخنان متخصصان، برعکس تمامی کشورهای جهان این متخصصان و کارشناسان هستند که باید گوش به فرامین و رهنمودهای مقامات سیاسی و نظامی بدهند![۴۸][۴۹]
- مصطفی معین، رئیس شورای عالی سازمان نظام پزشکی و وزیر پیشین علوم در نامه ای به حسن روحانی ضمن تشکر از اقدامات دولت وی برای مقابله با کرونا، خواستار انجام اقدامات حفاظتی و حمایتی از کادرهای درمانی، فراهم کردن کیت‌های تشخیصی به تعداد لازم و همچنین گزارش شفاف اطلاعات تعداد مبتلایان، تعداد افراد بستری و تعداد افراد فوت شده به صورت دقیق و به تفکیک شهر و استان شد.[۵۰]
- تشکل دانشجویان متحد در ایران با صدور بیانیه‌ای دربارهٔ حوادث طبیعی و رویدادهای سیاسی سال ۱۳۹۸ اعلام کرد حکومت ایران در مدیریت بحران‌های این سال بسیار ضعیف، مختل و ناکارآمد عمل کرده‌است. این تشکل در ارتباط با بحران کرونا، عدم توقف پروازها و اجتماعات از جمله راهپیمایی ۲۲ بهمن و قرنطینه نشدن قم را مورد اشاره قرار داده و گسترش بیماری را نتیجه عملکرد حکومت عنوان کرده‌است.[۵۱]
- در ۱۷ فروردین ۱۳۹۹ کیانوش جهانپور (سخنگوی وزارت بهداشت) آمار مقام‌های چینی دربارهٔ مرگ و میر این بیماری را «یک شوخی تلخ» نامید و آن‌ها را متهم کرد با سهل جلوه دادن بیماری و ادعای مهار آن در یک ماه، بقیهٔ کشورها را به اشتباه انداخته‌اند.[۵۲] ساعاتی بعد سفیر چین در تهران در واکنشی توییتری به جهانپور توصیه کرد که «با دقت اخبار مربوط به نشست‌های خبری روزانهٔ وزارت بهداشت چین را بخواند و به حقایق و تلاش‌های چین احترام بگذارد».[۵۳] هم‌زمان، عباس موسوی سخنگوی وزارت خارجهٔ ایران در توئیتی که به تلاشی برای دلجویی از مسئولان چین و خاتمه دادن به ماجرا شبیه‌بود از کمک‌های چین به ایران تقدیر کرد و چین را پیشتاز مهار ویروس کرونا و یاری‌دهنده به کشورها در سرتاسر جهان معرفی کرد.[۵۴] مینو محرز، از مقامات وزارت بهداشت و عضو ستاد ملی مبارزه با کرونا و حمید سوری دیگر عضو آن ستاد، در اظهار نظرهایی جداگانه صحبت جهانپور را تایید کردند و آمار و داده‌های مقامات چینی را غیر قابل اعتماد و غیر واقعی دانستند.[۵۵] در نهایت، جهانپور در توییتی از حمایت‌های چین از ایران تقدیر کرد اما شیوهٔ برخورد سفیر چین با او انتقادهایی را در پی داشت. خبرگزاری ایرنا لحن سفیر چین را غیرمحترمانه توصیف کرد و روزنامهٔ همدلی این برخورد را یادآور کاپیتولاسیون دانست.[۵۵]

## بین‌المللی

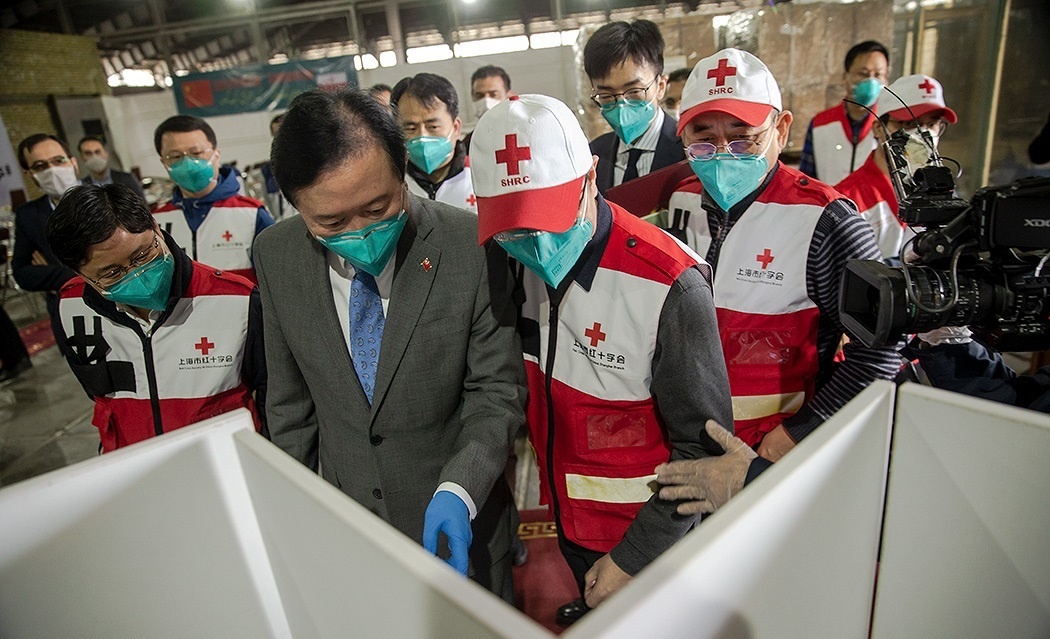
سفیر چین در حال اهدای کمک‌های این کشور به ایران.

- چانگ هوا سفیر چین در تهران در ۲ اسفند طی یادداشتی اختصاصی ضمن تسلیت بابت درگذشت ایرانیان به‌علت ابتلا به بیماری کووید ۱۹، گفت که دو کشور در مبارزه با ویروس کرونا در کنار یکدیگر ایستاده‌اند.[۵۶]
- مایک پمپئو، وزیر خارجه ایالات متحده در روز سه‌شنبه ۶ اسفند گفت: «بسیار نگران آن است که رژیم ایران جزئیات مهمی از شیوع ویروس کرونا را مخفی کرده باشد» وی تأکید کرد: «ایران باید اطلاعات دقیق را منتشر کرده و با سازمان بهداشت جهانی همکاری کند.»[۵۷] در ۲۳ اسفند و پس از آن‌که علی خامنه‌ای شیوع ویروس کرونا در ایران را احتمالاً یک «حملهٔ بیولوژیکی» دانست، پمپئو در یک پست توییتری نوشت: «همان‌طور که خامنه‌ای می‌داند، بهترین دفاع بیولوژیک این بود که وقتی ویروس از چین به ایران وارد می‌شد، حقیقت را دربارهٔ این ویروس به مردم بگوید».[۵۸]
- چهارشنبه ۷ اسفند ۱۳۹۸ سازمان گزارشگران بدون مرز نگرانی خود را نسبت به پنهان‌کاری مقامات ایران دربارهٔ واقعیت گسترش بیماری و شیوع ویروس کرونا در ایران ابراز کرد و سرکوب رسانه‌ها و روزنامه‌نگارانی که به‌طور مستقل در تلاش هستند اخبار و اطلاعات مربوط به شیوع ویروس کرونا و واقعیت گسترش این بیماری در ایران را انتشار دهند، محکوم کرد.[۵۹]
- روز جمعه ۹ اسفند ۱۳۹۸ وزیر خارجه آمریکا، مایک پمپئو گفت: «هر کاری که بتوانیم برای کمک‌های نوع‌دوستانه به مردم ایران خواهیم کرد تا بتوانیم وضعیت بهداشتی آنها را بهبود ببخشیم.» وی برای دومین بار در طی چند روز اخیر گفت: «رژیم ایران تمایلی ندارد که دربارهٔ شیوع ویروس کرونا اطلاع‌رسانی کند و من نگران هستم آنها اطلاعات مهمی را پنهان کرده باشند.»[۶۰]
- در ۱۰ اسفند داعش در سرمقالهٔ نشریهٔ رسمی این گروه از گسترش ویروس کرونا در شهرهای مذهبی شیعه‌نشین ایران اظهار شادمانی کرده و نحوهٔ مبارزهٔ مقامات ایرانی با این بیماری را به تمسخر گرفته‌است. در سرمقالهٔ هفته‌نامهٔ النباء، با اشاره به تصمیم مقامات ایران برای محدود کردن بازدید از اماکن مقدس، شیعیان به ریاکاری متهم شده‌اند که فقط در هنگام نیاز دست به دامن خدا می‌شوند.[۶۱]
- روز شنبه ۱۰ اسفند ۱۳۹۸ دونالد ترامپ، رئیس‌جمهوری آمریکا: آمریکا آماده است که به ایران برای مقابله با شیوع بیماری کرونا کمک کند، ما بهترین متخصصان درمانی را در جهان داریم… اگر ما بتوانیم در این مشکل به ایرانی‌ها کمک کنیم، مطمئناً این کار را انجام خواهیم داد. تنها کاری که باید بکنند این است که درخواست کنند.[۶۲]
- روز جمعه ۹ اسفند ۱۳۹۸ مایک پمپئو، وزیر خارجه آمریکا گفت: «ایالات متحده طی بحران سلامت عمومی ناشی از شیوع ویروس کرونا (کووید-۱۹) در کنار مردم ایران ایستاده‌است. دولت آمریکا آماده است تا به مردم ایران در تلاش‌های کمک رسانی خود یاری رساند.» وی ادامه داد: «این پیشنهاد حمایت از مردم ایران، که به‌طور رسمی از طریق دولت سوئیس به ایران ابلاغ شده‌است، بر ادامه تعهد ما برای رسیدگی به بحران‌های مربوط به سلامتی و جلوگیری از شیوع بیماری‌های عفونی تأکید می‌کند.» وی افزود: «حمایت از مردم ایران در میان مهم‌ترین اولویت‌های ما هست و خواهد ماند.»[۶۳]
- حمید بعیدی نژاد، سفیر ایران در لندن، روز دوشنبه ۱۲ اسفند ۹۸ اعلام کرد: اولین محموله هدایای انگلیس، فرانسه و آلمان برای مقابله با ⁧ویروس کرونا⁩ امشب وارد تهران می‌شود. سید عباس موسوی، سخنگوی وزارت خارجه ایران، در نشست خبری همچنین گفت که کمکهایی نیز از سوی صلیب سرخ و ترکیه ارسال شده‌است. پیش از این کشور چین سه محموله کمک‌های پزشکی شامل کیت‌های تشخیص و دستگاه‌های اکسیژن ساز و … به ایران ارسال کرده بود. بک تیم از پزشکان متخصص چین نیز به همراه محموله دوم روز ۱۰ اسفند ۹۸ به تهران آمدند.[۶۴]
- دکتر مایک رایان مدیر اجرای برنامه سلامتی اضطراری سازمان بهداشت جهانی پس از اعزام یک تیم سازمان بهداشت جهانی به ایران در ۱۲ اسفند گفت: ایران با موضوعاتی در زمینه الزامات و امکانات حفاظتی و «مدیریت مراقبتی شدید از بیماران به‌شدت بدحال» روبه‌رو است. در رابطه با هواکش‌ها و دستگاه‌های تنفس مصنوعی و اکسیژن «این نیازمندی‌ها برای سیستم بهداشتی ایران بسیار حادتر از بسیاری از دیگر سیستم‌های بهداشتی می‌باشد.»[۶۵]
- مورگان اورتگاس، سخنگوی وزارت خارجه آمریکا، روز جمعه ۱۶ اسفند گفت مردم ایران در مواجهه با شیوع ویروس جدید کرونا بار دیگر با دروغ‌های رژیم مواجه شده‌اند. او در گفتگو با شبکه فاکس، با اشاره به این که چند تن از مقام‌های رژیم نیز خود به ویروس مبتلا شده‌اند، گفت که جمهوری اسلامی شفافیت ندارد.[۶۶] در ۳ فروردین ۱۳۹۹ نیز اورتگس در واکنش به صحبت‌های علی خامنه‌ای که تولید ویروس کرونا توسط آمریکا خوانده بود آن را «تئوری‌های توطئه ساخته شده» غیرمسئولانه و صد در صد غلط خوانده، در ادامه به میلیاردها دلاری که خامنه‌ای در صندوق مالی بدون مالیات خود انباشته کرده اشاره کرد که اگر خامنه‌ای رهبر واقعی بود، برای مقابله با ویروس کرونا آنرا به مردم ایران برمی‌گرداند.[۱۰][۶۷][۶۸]
- کنث مک‌کنزی، فرمانده سنت‌کام گفت ایران آمار قربانیان ویروس کرونا را به شکل قابل توجهی کمتر از ارقام واقعی گزارش می‌کند و همه‌گیری جهانی این ویروس، ایران را خطرناکتر می‌کند. وی افزود «نظام‌های خودکامه» معمولاً در مقابله با چیزی مانند شیوع ویروس بیشتر مواقع به دنبال یک تهدید خارجی می‌گردند.[۶۹]
- ۲۳ مارس ۲۰۲۰ در دومین واکنش وزارت خارجه آمریکا بیانیه‌ای منتشر شد که عنوان آن «دروغ‌های خامنه‌ای جان انسان‌ها را به خطر می‌اندازد." بود. در این بیانیه و در یک راستی‌آزمایی سخنان خامنه‌ای و مقامات جمهوری اسلامی به‌طور مثال به موارد اینکه در ماه فوریه هواپیمایی ماهان دستکم ۵۵ پرواز بین تهران و چین انجام داده که "باعث ابتلای بیشتر مردم ایران شده‌است." و همینطور "دست‌کم در پنج کشور اولین موارد ابتلا به کرونا مستقیماً از ایران وارد شده بودند که جان میلیون‌ها نفر دیگر را به خطر انداخت." اشاره می‌کند.[۷۰][۷۱]
- روز پنج‌شنبه ۷ فروردین ۱۳۹۹ سخنگوی وزارت خارجه آمریکا در واکنش به مقاله وال استریت جورنال گفت، حکومت جمهوری اسلامی «خواهان پول نقد برای تأمین مالی فعالیت‌های بدخواهانه‌اش است، نه کمک‌رسانی به مردم ایران.»[۷۲]
- روز جمعه ۸ فروردین ۱۳۹۹، ۲۱ برنده جایزه نوبل از آنتونیو گوترش، دبیرکل سازمان ملل، خواستند تا برای جلوگیری از گسترش بیشتر فاجعه شیوع ویروس کرونا در ایران که به‌دلیل بی‌عملی حکومت، کمبود جدی تدابیر پیشگیرانه برای کنترل و مهار شیوع ویروس کرونا به وجود آمد، با کمک جامعه بین‌المللی، کلیه منابع پزشکی و درمانی را از کنترل سپاه پاسداران خارج کند.[۷۳]
- روز دوشنبه ۱۱ فروردین ۱۳۹۹ سخنگوی وزارت خارجه آمریکا، مورگان اورتگاس در واکنش به درخواست مقام‌های جمهوری اسلامی برای لغو تحریم‌ها گفت: «از دروغگویی و دزدی دست بردارید. اگر رژیم ایران برای رویارویی با ویروس کرونا به پول نیاز دارد، می‌تواند از میلیاردهایی که در صندوق پوشش سرمایه معاف از مالیات خامنه‌ای وجود دارد، استفاده کند.»[۷۴][۷۵]
- روز سه‌شنبه ۱۲ فروردین ۱۳۹۹ مایک پمپئو، وزیر خارجه آمریکا ضمن تأکید بر اینکه کمک‌های بشردوستانه مانند دارو و تجهیزات پزشکی هیچ‌جا و هیچ‌وقت تحریم نبوده و نیست و هیچ‌گونه ممنوعیتی برای انتقال کمک‌های بشردوستانه وجود ندارد، گفت: «برخی از این کشورها در حالی که مردم‌شان از گرسنگی رنج می‌برند، به ساخت بمب و موشک و توانایی هسته‌ای ادامه می‌دهند. وقتی آنها ادعا می‌کنند که پولی ندارند که شکم مردمشان را سیر کنند، این تصمیمی است که معمولاً سران آن کشورها گرفته‌اند و این به نفع مردم‌شان نبوده‌است.»[۷۶]
- روز شنبه ۱۳ اردیبهشت ۱۳۹۹ برایان هوک، رئیس گروه اقدام ایران در وزارت خارجه آمریکا نسبت به وضعیت شیوع کرونا در ایران واکنش نشان داد و با اشاره به کشتار در تظاهرات آبان ماه، خطاب به مردم ایران گفت: «متأسفانه جای تعجب نیست که رژیمی که ماه نوامبر گذشته هزاران نفر را قتل‌عام کرد و به زندان انداخت، از شهروندان خود در مقابل همه‌گیری این ویروس مرگبار محافظت نکرد.»[۷۷]
- رابرت مکر سفیر انگلیس در ایران در پیامی توییتری و در مقایسه وضعیت ایران و انگلیس در برابر کرونا نوشت: «خرید امروز در تهران. همان چیزی که شما نگرانش بودید.[۷۸]»
- کنث مکنزی، رئیس ستاد فرماندهی مرکزی آمریکا، موسوم به سنتکام، در مقابل ادعای حکومت جمهوری اسلامی ایران، چین و روسیه که آمریکا را عامل شیوع ویروس کرونا معرفی کردند، این حرف‌ها را پوچ دانسته و تأکید کرده که شیوع چشمگیر کووید-۱۹ در ایران و عدم صداقت نظام، مقامات ارشد رژیم و سپاه پاسداران با مردم، موجب افزایش بی‌اعتمادی مردم به سران رژیم شده‌است.[۷۹]

## اپوزیسیون ایران
- در ۱۲ اسفند ۱۳۹۸ واشینگتن تایمز گزارش کرد، مریم رجوی رهبر شورای ملی مقاومت ایران از ایرانیان خواست که با دست زدن به اعتراض و اعتصاب، سپاه پاسداران را وادار به عقب‌نشینی در زمینه کنترل بیمارستان‌ها و دکترها کنند.[۸۰]
- رضا پهلوی در پیامی با تأکید براینکه شیوع کرونا در ایران، به ویژه در قم به مرحله بحرانی رسیده، ضمن تجلیل از کادر درمانی، پزشکان و پرستارانی که جان خود را به خطر انداخته‌اند تا جان هم‌میهنان‌شان را نجات دهند، از مردم خواست تا برای حفظ سلامتی شخصی و عمومی و برای جلوگیری از شیوع بیشتر به جز موارد ضروری از حضور در اماکن عمومی خودداری کنند. او در پیام خود نوشت: «به کادر درمانی بیمارستان‌های ایران، اعم از پزشکان و پرستاران، که با وجود کمبودها و فشارهای ناشی از سوءمدیریت رژیم، جان خود را به خطر انداخته‌اند تا جان هم‌میهنان‌شان را نجات دهند درود می‌فرستم و برای‌شان تندرستی آرزو می‌کنم.»[۸۱] وی همچنین در حمایت از خانواده‌های زندانیان سیاسی در ایران خواستار «آزادی فوری» تمام این زندانیان برای در امان ماندن‌شان از ویروس کرونا شد.[۸۲]
- پروژه ققنوس ایران که یک گروه علمی تحقیقاتی که تحت نظر رضا پهلوی است نیز با ارسال نامه ای به رئیس سازمان بهداشت جهانی خواستار کمک فوری این نهاد به مردم ایران و فشار بر دولت جمهوری اسلامی جهت انجام تدابیر لازم برای کنترل بیماری کرونا از جمله قرنطینه شهرها و تأمین مواد غذایی و نیازهای اولیه مردم شد.[۸۳]
- شیرین عبادی، برنده جایزه صلح نوبل، از دادستان ایران خواست علیه مدیرعامل شرکت هواپیمایی ماهان به دلیل متوقف نشدن پروازها به چین، انتقال ویروس کرونا و به خطر افتادن جان مردم ایران، کیفرخواست صادر کند.[۸۴] وی همچنین در فراخوانی از مردم خواست به منظور قدردانی از کادر پزشکی که در صف اول مقابله با ویروس کرونا هستند، ساعت ۷ شب جمعه اول فروردین به مدت یک دقیقه کف بزنند.[۸۵]

## بازتاب در رسانه‌ها

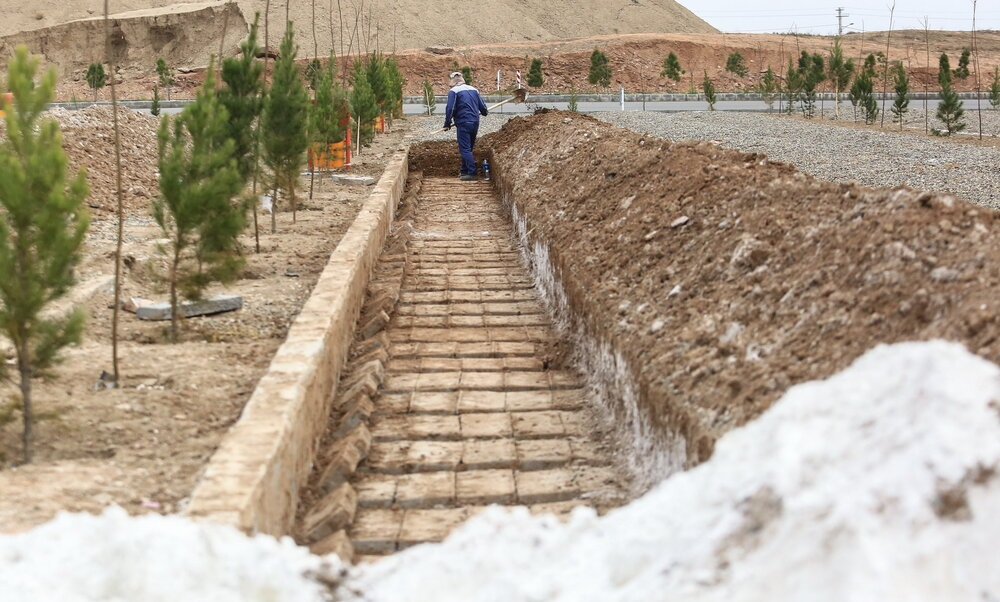
تدفین متوفیان مبتلا به کرونا در آرامستان بهشت معصومه قم.

- تلویزیون ان بی سی نیوز در ۷ اسفند ۱۳۹۸ با پخش برنامه ای گفت: شیوع کروناویروس در ایران عمیقاً دردسر ساز شده‌است. کانون آن در شهر قم بود و از آنجا بسرعت گسترش یافت. یکی از دلایلی که این بیماری، ایران را به این شدت تحت تأثیر قرار داد این است که ایران پروازهایش را با چین در خلال زمانی که شیوع این بیماری در آنجا در جریان بود، باز نگه داشت.[۸۶]
- روز پنجشنبه ۸ اسفند مجله آتلانتیک نوشت: در حالی که مقامات مسئول وزارت بهداشت شهر قم گفته‌اند، ویروس کرونا شهر قم را به آتش کشیده‌است، دولت ایران از قرنطینه کردن شهرهای تحت تأثیر این ویروس خودداری می‌کند، و مردم را تشویق می‌کند به شهر قم که کانون شیوع ویروس کرونا در ایران بوده، سفر کنند.[۸۷]
- روز سه‌شنبه ۶ اسفند ۱۳۹۸ شبکه تلویزیونی ان‌بی‌سی نیوز در گزارشی اعلام کرد که ایران بعد از چین دومین کشور است که بالاترین آمار قربانیان را در سراسر جهان دارد، به‌طوری که در چین آمار قربانیان ویروس کرونا ۲ درصد و در کره جنوبی ۱ درصد است ولی در ایران بنا بر گفته مقامات ۱۶ درصد می‌باشد که این خود نشان‌دهندهٔ این است که مقامات بهداشت ایران این بحران را به شکل حرفه‌ای کنترل نمی‌کنند یا از شفافیت در مورد ابعاد شیوع آن، خودداری می‌کنند.[۸۸]
- روز پنج‌شنبه ۸ اسفند ۱۳۹۸ مجلهٔ تایمز در گزارشی نوشت پزشکان ایران باور دارند وضعیت ویروس کرونا خیلی جدی‌تر از وضعیتی است که گزارش شده و بدتر از این هم خواهد شد. یکی از پزشکان در بیمارستان مسیح دانشوری گفت: «ما فکر می‌کنیم این ویروس بین سه تا چهار هفته پیش وارد شده و شیوع پیدا کرده و ما در حال حاضر با اپیدمی ویروس کورونا روبرو هستیم.»[۸۹]
- سایت بلومبرگ در ۹ اسفند ۱۳۹۸ از قول نویسنده خود بابی گولد نوشت: وزیر ایرانی مسئول مبارزه با بحران ویروس کرونا در کشورش اعلام کرد، مبتلا به این ویروس شده، این یک علامت نگران کننده است که این کشور ممکن است، توانایی کنترل شیوع این بیماری را نداشته باشد؛ کاری که دولت ایران باید انجام دهد قبل از هر چیز با خودش و مردمش و مردم جهان در مورد بزرگی این مشکل صادق باشد؛ برای حکومتی که به‌طور مکرر در مواجهه با بحران‌ها شکست خورده این می‌تواند سخت‌ترین آزمایش باشد.[۹۰]
- در ۲۲ اسفند ۱۳۹۸ واشینگتن پست با انتشار تصاویر ماهواره‌ای از گورستان بهشت معصومهٔ قم نوشت: «گودال‌های حفر شده برای دفن قربانیان کرونا ویروس در قم به قدری گسترده هستند که از فضا هم قابل مشاهده‌اند». به نوشتهٔ واشینگتن پست، حفاری گورهای جدید از ۲۱ فوریه (روز برگزاری انتخابات مجلس) آغاز شده و در روزهای بعد به‌سرعت گسترش پیدا کرده‌است. با توجه به این‌که در آن زمان مقام‌های ایران شمار قربانیان را دو نفر اعلام کرده بودند، حفاری چنین خندق‌های بزرگی، غیرمعمول و عجیب به نظر می‌رسد.[۹۱] تنها یک هفته بعد، دو گودال بزرگ در تصاویر ماهواره‌ای دیده می‌شود که به اندازهٔ یک زمین فوتبال طول دارند.[۹۲] واشینگتن پست در گزارشش به تَل‌های بزرگ آهک در قبرستان بهشت معصومه هم اشاره کرده و می‌گوید آهک معمولاً برای قبرهای دسته‌جمعی بکار می‌رود.[۹۳]
- روز دوشنبه ۱۱ فروردین ۱۳۹۹ نشریه فارن پالسی در گزارشی نوشت: «چند دلیل وجود دارد که ایران به کانون همه‌گیری ویروس کرونا در خاورمیانه تبدیل شده است. مخفی کردن آن، نبودِ توانایی تست کردن، مخالفت با بستن شهرها و اماکن مقدس شیعیان، خرافات، سیاسی‌کاری، پروپاگاندایی که ایران با توسل به آن به طور معمول همه چیز را به گردن دشمن می‌اندازد، و نبود جدیت در مقابله با این بحران، شماری از این دلایل هستند.» در ادامه افزود: «به این فهرست باید شرکت هوایی ماهان ایر، که مرتبط با سپاه پاسداران انقلاب اسلامی و در فهرست تروریسم است، را نیز اضافه کرد. این شرکت هوایی به رغم تمامی هشدارهای داده شده، پروازهای خود به چین را لغو نکرد و پروازها به پکن، شانگهای، گوانگ‌ژو، و شن‌ژن را ادامه داد.» [۹۴]